# Anton Maikkula
Anton Maikkula (3 februari 1997) is een Zweeds voetballer, die als verdediger uitkomt voor Norrby IF..

## Carrière
Maikkula begon zijn carrière bij Aneby SK. In 2013 maakte hij de overstap naar Kalmar FF. Daar speelde de verdediger eerst in de jeugd en later in het Onder 21-team. Sinds 2015 maakt Maikkula deel uit van de eerste selectie. De jeugdinternational maakte op 20 augustus 2016 zijn debuut in de hoofdmacht van Kalmar FF. Tijdens de met 1-0 gewonnen wedstrijd tegen Helsingborgs IF speelde de verdediger de gehele wedstrijd.
De verdediger verlengt op 3 januari 2018 zijn contract bij Kalmar FF met een jaar. De club tegelijkertijd bekend dat Maikkula wordt verhuurd aan IFK Värnamo. Begin 2019 werd bekend dat Maikkula zijn carrière vervolgt bij Norrby IF. Die club verhuurde de verdediger halverwege het seizoen aan Utsiktens BK.